# 酒々井総合公園
酒々井総合公園（しすいそうごうこうえん）は、千葉県印旛郡酒々井町にある総合公園。

## 設備
- 墨小盛田古墳
- 野球、サッカー用グラウンドがそれぞれある。